# Agnes Flanagan-kápolna
Az Agnes Flanagan-kápolna vallási épület az Oregon állambeli Portlandben, a Lewis és Clark Főiskola campusán.
A Paul Thiry által tervezett épületet 1968-ban adták át, névadó ünnepsége 1969 februárjában volt.

## Története
Az 1950-es évektől a főiskola évente vallási hetet szervezett. 1954-ben átadták a zenetudományi épületet, ami egyben a vallási események helyszíne is lett, a keresztény hallgatók pedig megalapították a Palatiniai Társaságot. A kuratórium 1955-ben döntött a kápolna kialakításáról, melynek alapkőletétele 1967-ben volt, és Agnes Flanagan, a projekt finanszírozójának nevét viseli.

## Kialakítása
A tizenhat oldalú épület ablakaira Mózes első könyvének jeleneteit festették. Alakja miatt az orgonát a mennyezetről lógatták le.
A kápolna 650 ülőhelyes; az eredeti tervek 750+100 férőhelyről szóltak.

## Fordítás
- Ez a szócikk részben vagy egészben  az   Agnes Flanagan Chapel című angol Wikipédia-szócikk ezen változatának fordításán alapul.  Az eredeti cikk szerkesztőit annak laptörténete sorolja fel. Ez a jelzés csupán a megfogalmazás eredetét és a szerzői jogokat jelzi, nem szolgál a cikkben szereplő információk forrásmegjelöléseként.